# Miglos
Miglos – miejscowość i gmina we Francji, w regionie Oksytania, w departamencie Ariège.
Według danych na rok 2010 gminę zamieszkiwało 113 osób, a gęstość zaludnienia wynosiła 5 osób/km².